# Cicalengka
Cicalengka est une ville indonésienne située dans le Kabupaten de Bandung.

## Démographie
Cette ville compte plus de 180 000 habitants.